# 안토노프 An-28

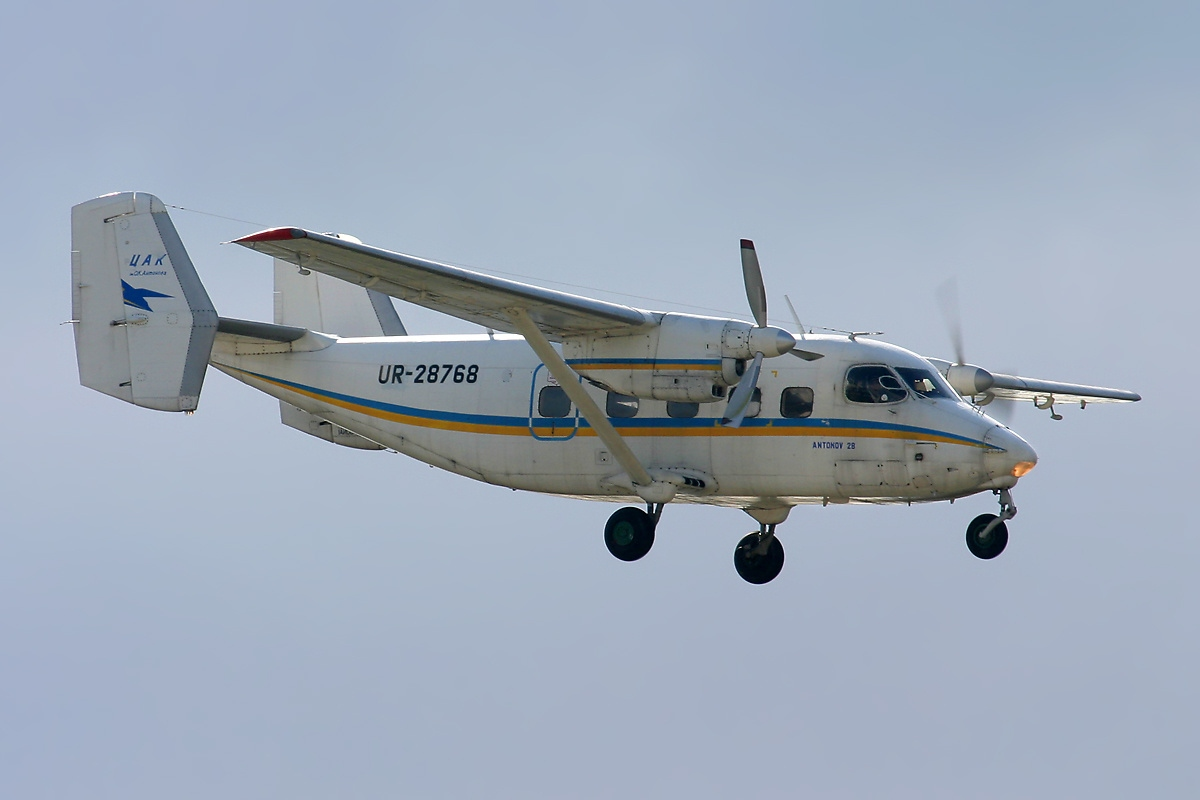
2008년 모습

안토노프 An-28(NATO 보고명 Cash)은 안토노프 An-14M을 기반으로 개발된 쌍발 경량 터보프롭 수송기이다. 이 항공기는 아에로플로트가 단거리 여객기로 사용하기 위해 베리예프 Be-30과의 경쟁에서 승리했다. 1969년에 첫 비행을 했다. 총 191대가 제작되었으며 2015년 8월 기준 16대가 항공 서비스에 남아 있다. 안토노프가 짧은 사전 제작 시리즈를 제작한 후 PZL-Mielec이 폴란드에서 라이선스 제작했다. 1993년에 PZL-Mielec은 자체적으로 개선된 변형인 PZL M28 스카이트럭을 개발했다.

## 개발
An-28은 날개 구조와 쌍발 방향키 (항공기) 등 여러 측면에서 An-14와 유사하지만 An-14의 피스톤 엔진 대신 확장된 동체와 터보프롭 엔진을 갖추고 있다. An-28은 1969년에 개조된 An-14로 처음 비행했다. 다음 사전 생산 모델은 1975년까지 비행하지 않았다. 승객 수송 구성에서는 2명의 승무원 외에 최대 15명까지 숙박 시설이 제공되었다. 생산은 1978년에 PZL-Mielec으로 이전되었다. 최초의 폴란드산 항공기는 1984년까지 비행하지 못했다. An-28은 마침내 1986년에 소련 형식 인증을 받았다.

## 종류
An-14A
An-14의 확대된 트윈 터보프롭 버전에 대한 원래 Antonov 명칭이다.
An-14M
원기.
안-28
쌍발 단거리 유틸리티 수송기, 3대 제작.
An-28RM 브라이자 1RM
수색 및 구조, 항공 구급차 항공기.
An-28TD 브라이자 1TD
운송 버전.
An-28PT
Pratt & Whitney PT6 엔진을 장착한 폴란드에서 제작된 변형으로 1993년 7월 22일 첫 비행을 했다.

## 사양 (An-28)

### 일반적 특성
- 승무원: 2
- 용량:
  - 승객 17명 또는
  - 1,750kg(3,860파운드)
- 길이: 13.10m(43피트 0인치)
- 날개 폭: 22.06m(72피트 5인치)
- 높이: 4.90m(16피트 1인치)
- 날개 면적: 39.72m2(427.5평방피트)
- 에어포일: TsAGI R-II-14(14% 두께)
- 공차 중량: 3,900kg(8,598lb)
- 최대 이륙 중량: 6,500kg(14,330lb)
- 연료 용량: 1,960L(430imp gal, 520US gal)
- 동력 장치: 2 × Glushenkov TVD-10B 터보프롭 엔진, 각 720 kW (960 shp)
- 프로펠러: 3날 AW-24AN, 직경 2.80m(9피트 2인치)

### 성능
- 최대 속도: 3,000m(9,800ft)에서 350km/h(220mph, 190kn)
- 순항 속도: 3,000m(9,800ft)에서 335km/h(208mph, 181kn)
- Never exceed speed: 390km/h(240mph, 210kn)
- 범위: 1,365km(848mi, 737nmi)(최대 연료, 1,000kg(2,200lb) 탑재량)
- 서비스 한도: 6,000m(20,000피트)
- g 제한: +3
- 상승 속도: 8.3m/s(1,640ft/min)
- 10.7m(35피트)까지 이륙 거리: 410m(1,350피트)
- 15m(50피트)에서 착륙 거리: 315m(1,033피트)

## 같이 보기
- PZL M28 스카이트럭
- 드 하빌랜드 캐나다 DHC-6 트윈오터